# Deutsche Akademie für Sprache und Dichtung
Die Deutsche Akademie für Sprache und Dichtung (DASD) wurde am 28. August 1949, dem 200. Geburtstag Johann Wolfgang von Goethes, in der Frankfurter Paulskirche gegründet und hat ihren Sitz in Darmstadt. Sie ist eine Vereinigung von Schriftstellern und Gelehrten, die sich der Pflege, Vertretung und Förderung der deutschen Literatur und Sprache zur Aufgabe gemacht hat. Besonders bekannt ist die Akademie für die jährliche Vergabe des Georg-Büchner-Preises.

## Organisation

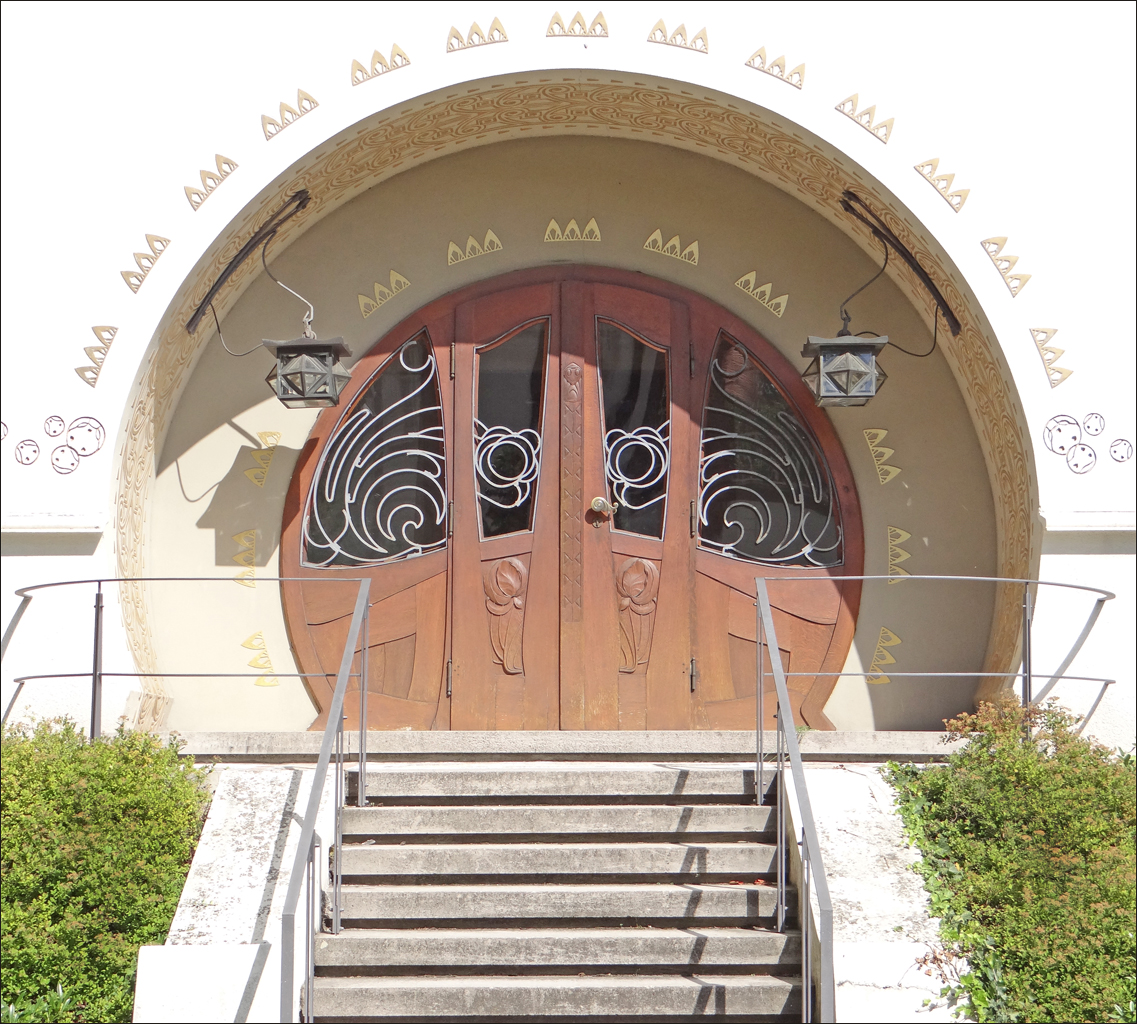
Eingang zum großen Glückerthaus, 1901 vom Wiener Architekten Joseph Maria Olbrich entworfen. Heute Sitz der Deutschen Akademie für Sprache und Dichtung.

Die Deutsche Akademie für Sprache und Dichtung ist ein eingetragener Verein, der zu etwa 90 % aus öffentlichen Mitteln finanziert wird.
Im Januar 2016 gehörten ihr 190 auf Lebenszeit gewählte Mitglieder an. Nach Mitteilung der Akademie waren es im Dezember 2019 nach Neuberufungen 191 Mitglieder.
Organe der Deutschen Akademie für Sprache und Dichtung sind:
- die Mitgliederversammlung
- das Präsidium
- das Kuratorium

In der Akademie sind alle Gebiete der Literatur und Sprache vertreten; so können Lyriker, Dramatiker, Erzähler, Essayisten, Übersetzer, Historiker, Philosophen und andere in deutscher Sprache publizierende Wissenschaftler berufen werden. Der Germanist Ernst Osterkamp war von Oktober 2017 bis November 2023 Präsident der Akademie. Seit dem 3. November 2023 ist der Autor Ingo Schulze Präsident der Akademie.

### Liste der Präsidenten der Akademie
1950–1952: Rudolf Pechel (1882–1961)
1952–1953: Bruno Snell (1896–1986) (kommissarisch)
1953–1963: Hermann Kasack (1896–1966)
1963–1966: Hanns Wilhelm Eppelsheimer (1890–1972)
1966–1972: Gerhard Storz (1898–1983)
1972–1975: Karl Krolow (1915–1999)
1975–1982: Peter de Mendelssohn (1908–1982)
1982–1996: Herbert Heckmann (1930–1999) (1982–1984 geschäftsführend)
1996–2002: Christian Meier (* 1929)
2002–2011: Klaus Reichert (* 1938)
2011–2017: Heinrich Detering (* 1959)
2017–2023: Ernst Osterkamp (* 1950)
seit 3. November 2023: Ingo Schulze

### Liste der Ehrenpräsidenten
1952–1961: Rudolf Pechel (1882–1961)
1953–1962: Rudolf Alexander Schröder (1878–1962)
1963–1966: Hermann Kasack (1896–1966)
1963–1966: Kasimir Edschmid (1890–1966)
1976–1986: Bruno Snell (1896–1986)
1979–1983: Gerhard Storz (1898–1983)
1981–1989: Dolf Sternberger (1907–1989)
seit 2011: Klaus Reichert (* 1938)

## Aktivitäten

### Tagungen
Zwei Tagungen der Akademie, eine im Frühjahr und eine im Herbst, dienen der inhaltlichen Auseinandersetzung mit aktuellen Themen der Sprache und Literatur, zu denen öffentliche Veranstaltungen stattfinden. Während die Herbsttagungen immer in Darmstadt, dem Sitz der Akademie, abgehalten werden, finden die Frühjahrstagungen an wechselnden Orten Deutschlands und des Auslands statt.

### Preise
Die Akademie verleiht jährlich fünf Preise. Während der Frühjahrstagung sind dies der Johann-Heinrich-Voß-Preis für Übersetzung und der Friedrich-Gundolf-Preis für die Vermittlung deutscher Kultur im Ausland.

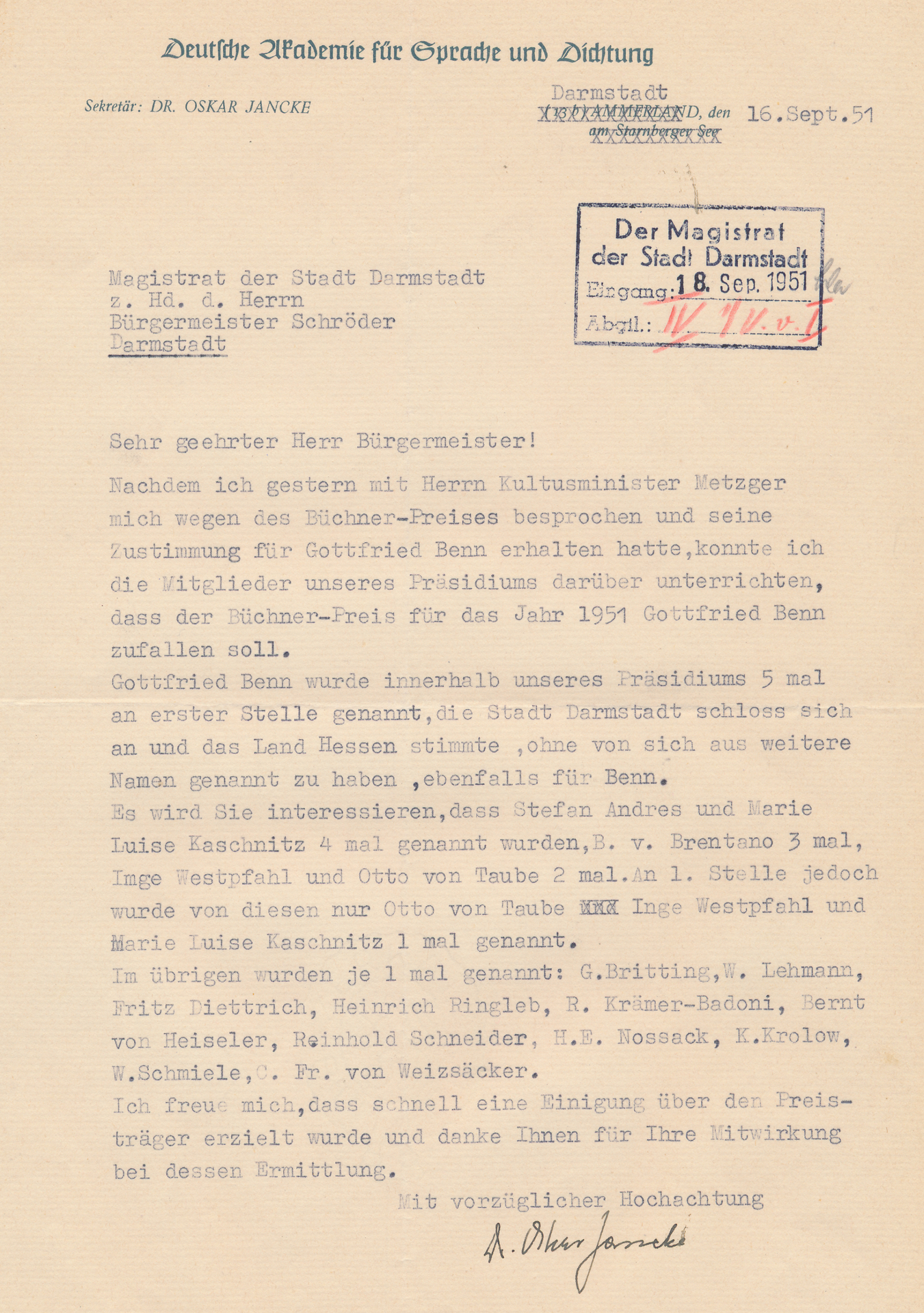
Brief von Oskar Jancke an den Magistrat von Darmstadt anlässlich der Verleihung des Georg-Büchner-Preises 1951 an Gottfried Benn

Der Georg-Büchner-Preis, der als Deutschlands angesehenster Literaturpreis gilt, sowie der Johann-Heinrich-Merck-Preis für literarische Kritik und Essay und der Sigmund-Freud-Preis für wissenschaftliche Prosa werden während der Herbsttagung vergeben.
Für jeden der fünf Preise gibt es eine Kommission innerhalb der Akademie, die die Kandidaten vorschlägt, über deren Preiswürdigkeit eine Jury entscheidet, die aus dem Erweiterten Präsidium, dem Präsidenten, dem Vizepräsidenten und den Beiräten der Akademie, besteht.

### Publikationen
In einer durch die Akademie herausgegebenen Publikationsreihe wird ein Teil der zwischen 1933 und 1945 unterdrückten und verfolgten Literatur der Gegenwart zur Verfügung gestellt, als Würdigung und auch, um die durch den Nationalsozialismus entstandene Unterbrechung der literarischen Tradition zu überwinden. So wurden vergessene oder noch nicht entdeckte Werke von Oskar Loerke, Gertrud Kolmar und Alfred Mombert der Öffentlichkeit zugänglich gemacht.
In ihren seit 1954 erscheinenden Jahrbüchern veröffentlicht die Akademie die auf den Tagungen gehaltenen Vorträge und Referate, die Reden der Preisträger und ihrer Laudatoren sowie Nachrufe auf verstorbene und Selbstvorstellungen neu gewählter Mitglieder (Lit.: Wie sie sich selber sehen. Antrittsreden …).
Die prämierten Antworten auf die von 1964 bis 2000 regelmäßig gestellten Preisfragen zu Problemen der Sprache, Literatur und Gesellschaft wurden in der Reihe der Preisschriften publiziert.
Seit 1984 erscheint die Schriftenreihe Dichtung und Sprache, in der insbesondere kritische jüngere Autoren der Gegenwart ein Forum erhalten sollen.

### Initiativen und Projekte
Im Jahr 2008 hatte sich die Akademie zum Beispiel der Initiative „Bücher für den Irak“ angeschlossen und zur Unterstützung einer Büchersammlung aufgerufen. Im Frühjahr 2010 kündigten die Deutsche Akademie und die Union der deutschen Akademien der Wissenschaften ein gemeinsames Projekt an, das die Beobachtung der Sprachentwicklung künftig mit einem regelmäßigen „Bericht zur Lage der deutschen Sprache“ begleiten soll. 2013 erschien der erste Bericht als Sammelband mit dem Titel „Reichtum und Armut der deutschen Sprache“.

## Rechtschreibreform
Seit 1996 beschäftigte sich die Akademie intensiv mit der Rechtschreibreform, der sie sehr kritisch gegenüberstand. Der damalige Präsident der Akademie, Christian Meier, vertrat deren Standpunkt unter anderem in der Anhörung des Bundesverfassungsgerichts zur Rechtschreibreform am 12. Mai 1998. Dabei wies Meier auf die Parallelen der Rechtschreibreform von 1996 zur geplanten Reform des Reichserziehungsministers Bernhard Rust von 1944 hin, die – wäre sie durchgeführt worden – bisher „der einzige tiefere Eingriff von Staats wegen in die deutsche Rechtschreibung“ gewesen wäre. Zu Dokumentationszwecken erstellte die Akademie dazu eine Untersuchung (Lit.: Rechtschreibreform und Nationalsozialismus).
Daneben analysierte die Rechtschreibkommission der Akademie verschiedene Auflagen des Dudens und veröffentlichte als Beitrag zur Reformdiskussion einen Kompromissvorschlag (Lit.: Zur Reform der deutschen Rechtschreibung. Ein Kompromißvorschlag.). Sie beteiligte sich damit an der Diskussion mit der Zwischenstaatlichen Kommission. 2004 wurde die Zwischenstaatliche Kommission durch die Kultusministerkonferenz aufgelöst und an ihrer Stelle ein „Rat für deutsche Rechtschreibung“ eingesetzt. Die Akademie ist mit zwei Sitzen in diesem Rat vertreten.

## Anglizismen
Die Deutsche Akademie für Sprache und Dichtung veröffentlichte 2002 ihre Stellungnahme zur Debatte über den zunehmenden Einfluß des Englischen auf die deutsche Sprache:
Fazit 1:

Die Integrationskraft der deutschen Sprache ist groß genug, den Einfluss des Englischen zu verkraften, zumal der Anteil des englischen Wortschatzes an unseren Lexika der Gesamtsprache weniger als 5 Prozent beträgt. Eine große Zahl englischer Wörter, die in wechselnden Zusammenhängen auftauchen, verschwinden rasch wieder und erweisen sich als Eintagsfliegen.

Fazit 2:

Der Gebrauch des Deutschen in Wissenschaft, Wirtschaft, Politik und Kultur bedarf öffentlicher Aufmerksamkeit und Reflexion. Gegenüber der Universalsprache Englisch muss es unser Interesse sein, das Deutsche so weit wie möglich zu behaupten und zu entwickeln. Parallel zu entsprechenden Bemühungen in Frankreich und Polen, Italien und Schweden ist größter Wert auf die Bewahrung der Mehrsprachigkeit zu legen.
  – Uwe Pörksen: Die Wissenschaft spricht Englisch?

## Veröffentlichungen
(Schriftenreihen)
- Dichtung und Sprache : Schriftenreihe der Deutschen Akademie für Sprache und Dichtung. Hanser, München / Wien 1984 ff., ZDB-ID 252452-1.
- Jahrbuch. Deutsche Akademie für Sprache und Dichtung. Wallstein, Göttingen 1953 ff., ISSN 0070-3923.
- Veröffentlichungen der Deutsche Akademie für Sprache und Dichtung Darmstadt. 1954 ff. Schneider, Heidelberg / Darmstadt 1954–1989 / Luchterhand, Frankfurt am Main 1988–1993 / Wallstein, Göttingen 1993 ff., ZDB-ID 504305-0.
- Das literarische Deutschland. Zeitung der Deutschen Akademie für Sprache und Dichtung. Heidelberg 1950–1951, ZDB-ID 202653-3.
- Neue literarische Welt. Zeitung der Deutschen Akademie für Sprache und Dichtung. Montana, Darmstadt / Zürich 1952–1953, ZDB-ID 202652-1.
- Valerio Die Heftreihe der Deutschen Akademie für Sprache und Dichtung. Wallstein, Göttingen 2005 ff., ZDB-ID 2196180-3.